# Mario Delgado Carrillo
Mario Martín Delgado Carrillo (Colima, Colima; 17 de junio de 1972) es un economista y político mexicano, miembro del partido Morena. Es el secretario de Educación Pública desde el 1 de octubre de 2024 durante el gobierno de la presidenta Claudia Sheinbaum. 
Durante la gestión de Marcelo Ebrard como jefe de gobierno del Distrito Federal (2006-2012), fue secretario de Finanzas (2006-2010) y de Educación (2010-2012). Como legislador, de 2018 a 2020, diputado federal por el distrito 13 y coordinador del grupo parlamentario de Morena en la Cámara de Diputados. Se desempeñó como senador de la Ciudad de México de 2012 a 2018. Fue presidente nacional de Morena del 5 de noviembre de 2020 al 30 de septiembre de 2024.

## Carrera política
Se ha desempeñado como servidor público en la Cámara de Diputados; en la Secretaría de Seguridad Pública del Distrito Federal, en la Secretaría de Desarrollo Social del Gobierno del Distrito Federal (GDF), en la Secretaría de Finanzas del GDF y por último en la Secretaría de Educación del GDF.
En 2005, fue asesor del secretario de Desarrollo Social del Distrito Federal, donde diseñó e instrumentó el Programa Impulso Joven, antecedente directo del Programa «Prepa Sí», y que también dieron origen a las becas Benito Juárez del actual gobierno.
El 30 de julio de 2010 renunció al cargo de secretario de Finanzas del Distrito Federal , para convertirse en secretario de Educación de la misma entidad federativa.
En julio del 2010, tomó el cargo de secretario de Educación de la Ciudad de México. Renunció al cargo el 29 de marzo de 2012.

### Senador por la Ciudad de México
Mario Delgado resultó electo senador de la República Mexicana el 1 de julio de 2012 por el partido Convergencia por la Democracia, hoy conocido como Movimiento Ciudadano. En la LXII Legislatura fue nombrado presidente de la Comisión del Distrito Federal en el Senado de la República. Delgado formó también parte de un grupo de especialistas encargados de analizar la construcción de las nuevas ciudades en el Foro de Davos.
Como senador de la República, de 2012 a 2018, Delgado propuso eliminar el maltrato animal y promover el respeto a los animales con la Ley General de Bienestar Animal Solicitó modificar las reglas de comercialización de animales de compañía para que los animales cuenten con 5 libertades: libre de hambre, sed y desnutrición; libre de miedos y angustias; libre de incomodidades físicas o térmicas; de dolor lesiones o enfermedades; y libre para expresar las pautas propias de comportamiento. También presentó una iniciativa para frenar el robo de identidad.

### Diputado federal
En su paso por la coordinación parlamentaria de Morena, entre 2018 y 2020, se realizaron diversas reformas propuestas por el presidente Andrés Manuel López Obrador. Se eliminó la Reforma Educativa promovida durante el sexenio de Enrique Peña Nieto; se integró al texto de la Constitución el derecho a la salud; se aprobó la Ley de Austeridad que, entre otros puntos, ordena la cancelación de contratos suscritos “con empresas nacionales o extranjeras que hayan sido otorgados mediante el tráfico de influencias”; se quitó el fuero del Presidente de la República; se creó la Guardia Nacional y se elevó a rango constitucional el otorgamiento de programas sociales como la pensión a adultos mayores.

### Presidente nacional de Morena
El 30 de octubre de 2020, fue nombrado presidente de Morena, tras la realización de tres encuestas, ganando la última organizada por el Instituto Nacional Electoral. Asumió el cargo el 5 de noviembre de 2020.
En abril de 2023 el Tribunal Electoral avaló la extensión de mandato de Delgado al frente de Morena hasta octubre de 2024.

## Premios y distinciones
Recibió el Premio al Mérito Profesional 2010, que otorgan el ITAM y su asociación de exalumnos. En el Foro Económico Mundial 2011 fue reconocido como uno de los Young Global Leaders 2011.

## Controversias
En enero de 2011, la Fundación Mídete colocó anuncios espectaculares con la frase «¡Vive ser Delgado!»; ante las acusaciones por parte del presidente local del Partido Acción Nacional en el Distrito Federal, Obdulio Ávila Mayo, acerca de que esta era una campaña subliminal a favor de Mario Delgado, este último (desde su cargo como Secretario de Educación del Distrito Federal) aseguró que ni él ni la Secretaría de Educación estaban detrás de la campaña. La Fundación Mídete fue creada por el exdiputado de Nueva Alianza, Xiuh Tenorio, quien en enero de 2011 se desempeñaba como Coordinador General de Educación, en la Secretaría de Educación encabezada por Delgado.
En abril de 2025, el exsubsecretario de Salud Hugo López-Gatell criticó la inclusión del sector empresarial en la estrategia ‘Vida Saludable’, anunciada por Mario Delgado. Esto se debió a que el 9 de abril, Delgado Carrillo dio a conocer una serie de imágenes sobre la reunión que sostuvo con directivos de 27 empresas agremiadas del Consejo Mexicano de la Industria de Productos de Consumo.

## Obra
- FOBAPROA al IPAB, coautoría con Marcelo Ebrard, 2000.
- Participó en la elaboración del libro Finance and Governance of Capital Cities in Federal Systems (Finanzas y gestión de las ciudades capitales en los sistemas federales), 2009.
- Coordinador con Marcelo Ebrard de la edición de Desarrollo y Educación con Equidad. El Programa de Educación Garantizada de la Ciudad de México, 2007-2009. Ciudad de México: Galilei, 2010.
- Coautor de Uno + uno 32 líderes sumando por México, 2011.